# Jana Sováková
Jana Sováková (* 4. února nebo 29. října 1976 Praha) je česká herečka.

## Životopis
V mládí se věnovala spíše výtvarnictví. Odmaturovala na výtvarné škole. Později se výtvarnictví věnovala pouze ve volném čase. V roce 1999 absolvovala DAMU. Již od roku 1995 vystupovala v divadle Ypsilonka. Hrála v inscenacích XX. století, Čujba, Alchymista, Muž a Žena, Provdaná nevěsta, Tři mušketýři, Altánek, Vinobraní, Vše pro firmu, Rusalka aj.
Byla také k vidění v představeních Horrorband nebo Žito kouzelník. Za zatím její největší roli se dá považovat postava Ingrid v seriálu Ulice. Dělá také kostýmní výtvarnici v představeních Rusalka a Vinobraní ve Ypsilonce v Praze.
Vedle herectví se věnuje také tetování. Působí v pražském studiu „Bloody Blue Tattoo“. Mezi její zákazníky patřila například také česká herečka Ilona Svobodová.

## Filmografie
- 2003 – Nemocnice na kraji města po dvaceti letech
- 2005–2010, od 2020 – Ulice (seriál)
- 2010 – Wipeout Souboj národů (TV soutěž)
- 2016 – Případy 1. oddělení (epizoda Poslední případ)